# Малобакайська сільська рада
Малобакайська сільська рада — адміністративно-територіальна одиниця у Решетилівському районі Полтавської області з центром у c. Малий Бакай.
Населення — 882 особи.

## Населені пункти
Сільраді були підпорядковані населені пункти:
- c. Малий Бакай
- с. Бакай
- с. Гришки
- с. Мушти